# Station Bemowizna
Station Bemowizna was een spoorwegstation in de Poolse plaats Bemowizna.